# Масягина, Наталья Васильевна
Ната́лья Васи́льевна Мася́гина (род. 11 ноября 1972, Москва) — российский педагог и деятель высшей школы, ректор и председатель Учёного совета ГАОУ ВО «Московский государственный университет спорта и туризма», доктор педагогических наук, доцент. Заслуженный работник физической культуры Российской Федерации, отличник физической культуры и спорта, почётный работник сферы образования Российской Федерации, лауреат премии Правительства РФ в области образования (2022).

## Биография
В 1994 году окончила Московский педагогический государственный университет имени В. И. Ленина, присуждена квалификация «Учитель физической культуры» по специальности «Физическая культура».
В 2003 г. защитила диссертацию на соискание учёной степени кандидата педагогических наук «Организационно-педагогические особенности школьного туризма» по специальности 13.00.04 — теория и методика физического воспитания, спортивной тренировки, оздоровительной и адаптивной физической культуры в диссертационном совете Д 311.007.01 при Московской государственной академии физической культуры.
В 2011—2020 гг., директор Государственного бюджетного учреждения дополнительного профессионального образования города Москвы «Московский учебно-спортивный центр» Департамента спорта города Москвы. В 2016 окончила докторантуру Учебно-научного центра приоритетных исследований и проблем подготовки научно-педагогических кадров федерального государственного бюджетного образовательного учреждения высшего образования «Московский педагогический государственный университет».
В 2018—2020 гг. — старший научный сотрудник Учебно-научного центра приоритетных исследований и проблем подготовки научно-педагогических кадров федерального государственного бюджетного образовательного учреждения высшего образования «Московский педагогический государственный университет».
С 2020 года — ректор Государственного автономного образовательного учреждения высшего образования города Москвы «Московский государственный университет спорта и туризма».
В 2024 году являлась доверенным лицом кандидата в президенты России Владимира Путина.
Член Экспертного совета по физической культуре и спорту при комитете Совета Федерации по социальной политике, Член Совета по профессиональным квалификациям в сфере физической культуры и спорта, Член Президиума Федерального учебно- методического объединения в системе высшего образования по укрупненной группе специальностей и направлений 49.00.00 Физическая культура и спорт, Автор государственного образовательного стандарта высшего образования (ГОС ВО), федерального государственного образовательного стандарта высшего образования — бакалавриат по направлению подготовки Физическая культура (ФГОС ВО 2 и 3 поколения), Автор примерной рабочей программы учебного предмета «физическая культура» для учреждений среднего профессионального образования, Опубликовано более 150 научных работ (из них 6 монографии и 32 статей, опубликованные в рецензируемых научных журналах и изданиях).
Семья
Замужем, имеет 4 детей.

## Награды и звания
- Заслуженный работник физической культуры Российской Федерации
- Почетный работник сферы образования Российской Федерации
- Лауреат премии города Москвы 2019 года в области физической культуры, спорта и туризма
- Лауреат премии Правительства Российской Федерации в области образования 2022 года

Награждена:
- Почетной грамотой Московской городской Думы
- Благодарностью Министра спорта, туризма и молодёжной политики Российской Федерации
- Грамотой к памятной медали «XXII Олимпийские зимние игры в XI Параолимпийские зимние игры 2014 в г. Сочи»
- Медалью Минобрнауки России «За вклад в реализацию государственной политики в области образования и научно-технологического развития»
- Памятной юбилейной медалью МВД России "300 лет российской полиции"
- Медалью Академика А.П. Панкрухина за вклад в развитие имиджелогии и маркетинга
- Юбилейной медалью, посвященной 100-летию образования государственного органа управления в сфере физической культуры и спорта
- Памятной медалью "За мир и гуманизм"

## Научные публикации
- Васильев Дмитрий. Привлечем к преподаванию известных спортсменов // Журнал «Московский спорт». — 2011. — 01 декабрь.
- Масягина Н.В. Эффективная мотивация деятельности физкультурно-спортивного персонала (рус.) // журнал: «Современные проблемы науки и образования» : статья в журнале — научная статья. — 2015.
- Зюрин Э.А., Масягина Н. В., Начинская С. В., Калинкин Л. А. Дополнительное образование как инструмент подготовки кадров для мероприятий комплекса «Готов к труду и обороне» (рус.) // журнал: Теория и практика физической культуры : статья в журнале — научная статья. — 2017. — Ноябрь.
- Масягина Н.В., Плешаков В.А., Скаржинская Е.Н., Новоселов М.А. Международные соревнования на основе цифровых технологий как условие трансформации системы подготовки кадров для индустрии спорта // Физическая культура: воспитание, образование, тренировка : журнал. — 2024. — № 4. — С. 2-4.